# Oxyfidonia despecta
Oxyfidonia despecta là một loài bướm đêm trong họ Geometridae.